# Bognár Erzsébet
Bognár Erzsébet, Jánya Józsefné, Szőke Lászlóné (Budapest, 1942 – 2017. július 25.) világbajnok magyar kézilabdázó.

## Pályafutása
1960 és 1975 között az FTC kézilabdázója volt, ahol a csapattal négy bajnok címet (1966, 1968, 1969, 1970) és két magyar kupa-győzelmet (1967, 1970) ért el. Összesen 548 bajnoki mérkőzésen szerepelt és 1028 gólt szerzett.
1964 és 1971 között 113 alkalommal szerepelt a magyar válogatottban. Tagja volt az 1965-ös világbajnok és az 1971-es világbajnoki bronzérmes csapatnak.

## Sikerei, díjai
- Az év magyar női kézilabdázója (1966)

 Magyarország
- Világbajnokság
  - világbajnok: 1965, NSZK
  - bronzérmes: 1971, Hollandia

 FTC
- Magyar bajnokság
  - bajnok (4): 1966, 1968, 1969, 1971
  - ezüstérmes (4): 1963, 1967, 1970, 1973
  - bronzérmes (2): 1974, 1975
- Magyar Népköztársasági Kupa (MNK)
  - győztes (2): 1967, 1970
- Bajnokcsapatok Európa-kupája
  - döntős: 1970–71
- az FTC örökös bajnok (1974)
- az FTC Aranydiplomása (1991)